# Hustler
Hustler là một tạp chí khiêu dâm dành cho đàn ông hướng tới các hoạt động tính giao khác giới, xuất bản tại Hoa Kỳ. Tạp chí này xuất bản lần đầu vào tháng 7 năm 1974 bởi Larry Flynt. Tờ này được phát triển lên từ một bản tin là Hustler Newsletter và The Hustler For Today's Man vốn là công cụ quảng cáo rẻ tiền cho các câu lạc bộ thoát y khi đó. Tạp chí này tăng mạnh số lượng phát hành lên đến 3 triệu bản (Hiện chỉ còn dưới 500.000 bản mỗi kỳ). Khác với các tạp chí khiêu dâm khác như Playboy, cơ quan sinh dục của nữ được thể hiện trên Hustler chứ không bị che đi. 

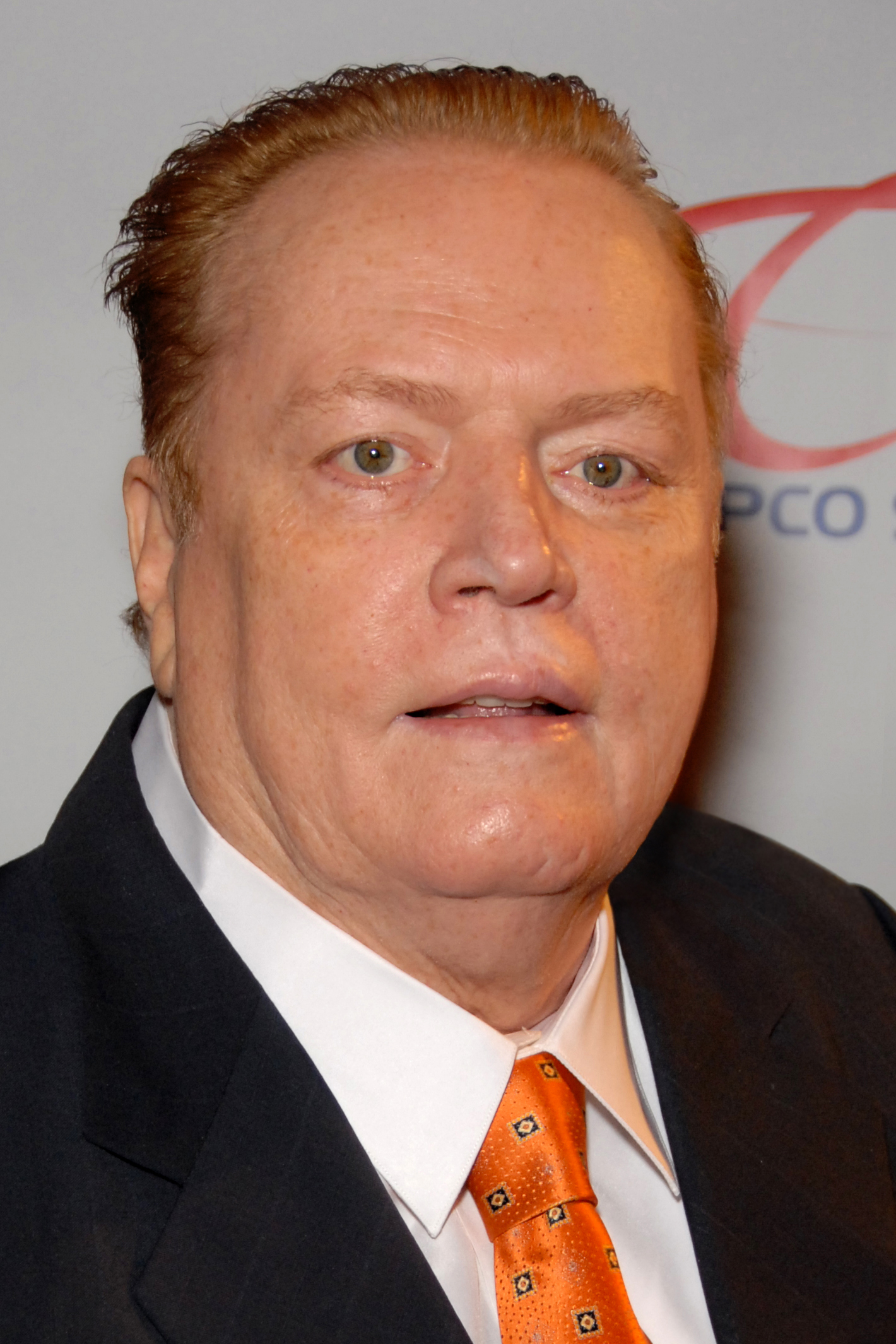
Larry Flynt - nhà sáng lập tạp chí Hustler

Larry Flynt Publications cũng cho phép sử dụng thương hiệu Hustler cho Sòng bạc Hustler ở Gardena, California, với Flynt là một cổ đông thông qua công ty El Dorado Enterprises. Các loại hình kinh doanh khác bao gồm chuỗi quán bar, câu lạc bộ Hustler và chuỗi cửa hàng Hustler chuyên bán các video, quần áo, tạp chí và đồ chơi tình dục dành cho người lớn. Cửa hàng hàng đầu của chuỗi nằm trên Đại lộ Sunset ở Tây Hollywood.
Tạp chí Hustler hiện được quản lý bởi công ty Flynt Management Group, LLC (Beverly Hills, California).
Nhân vật Larry Flynt - người sáng lập Hustler được khắc họa trong bộ phim nổi tiếng "Đối đầu công chúng" - The People vs. Larry Flynt (1997) từ lúc thiếu thời đến khi trưởng thành và gặp rắc rối với pháp luật đến nỗi phải ra tòa án tối cao Mỹ. Điều thú vị là nhân vật Larry Flynt trong phim do nam diễn viên Woody Harrelson đảm nhiệm, còn bản thân Larry Flynt thật vào vai thẩm phán Morrissey.

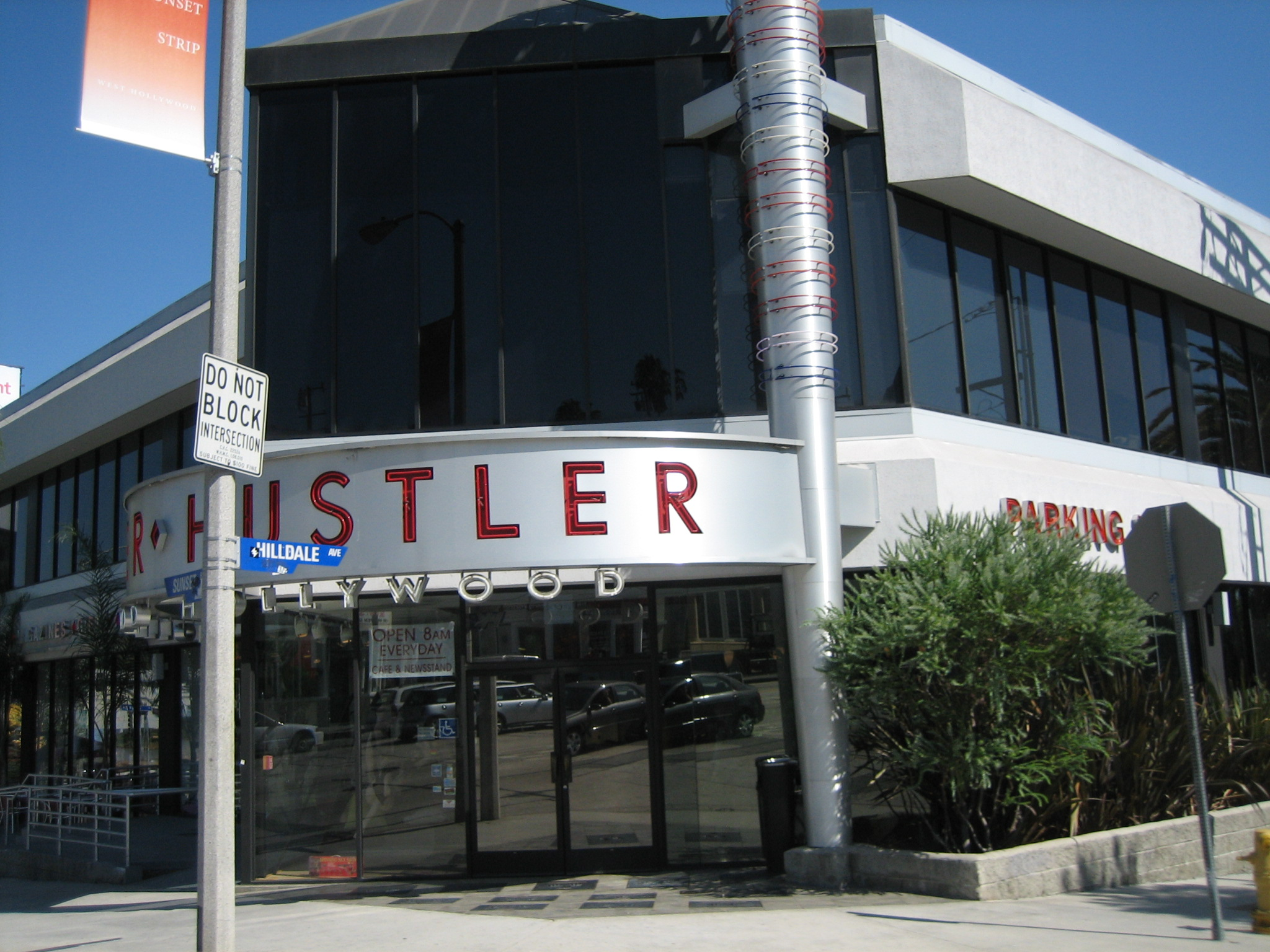
Cửa hàng bán lẻ của Hustler tại Tây Hollywood, California

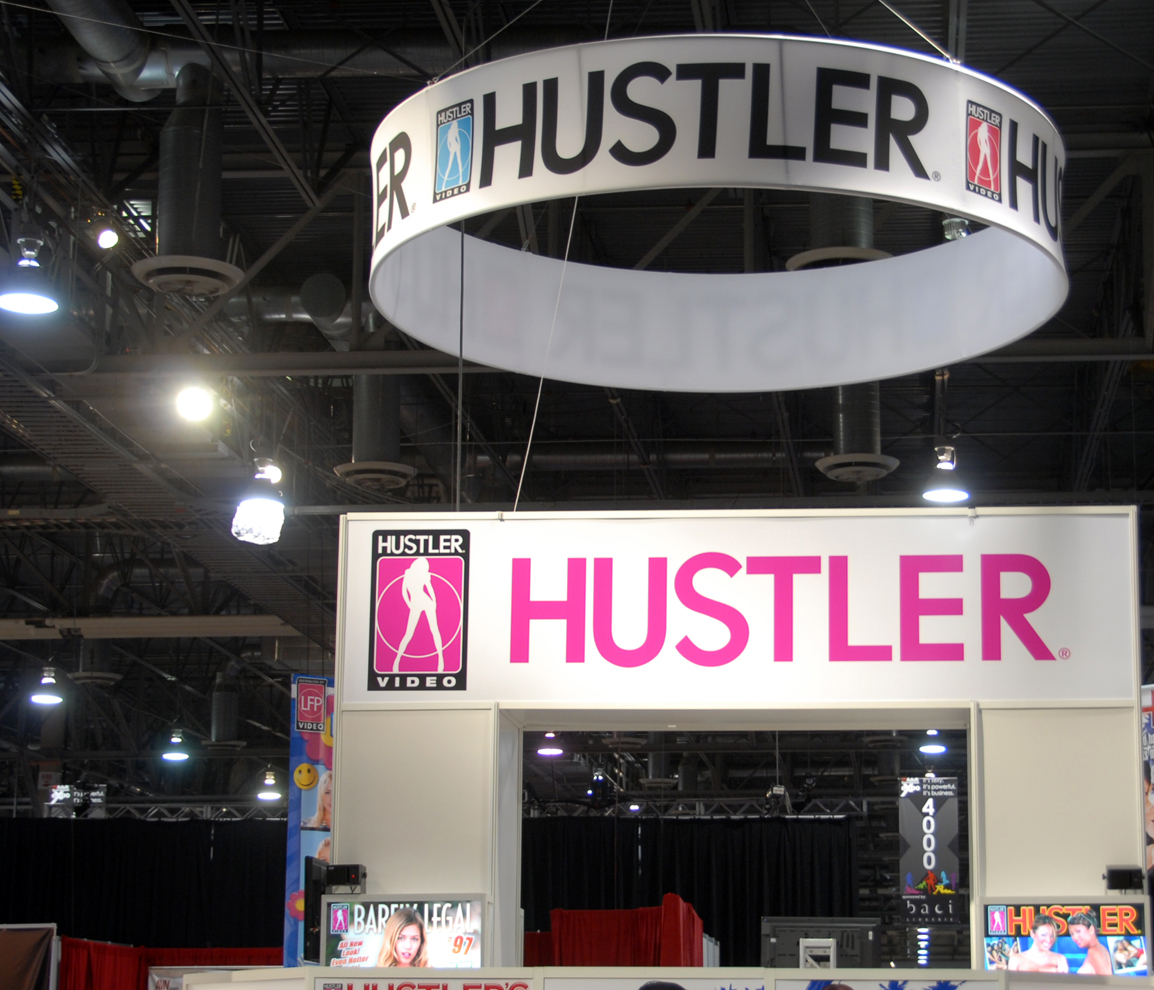
Hustler Booth tại triển lãm khiêu dâm AVN Adult Entertainment Expo tổ chức tại Sands Convention Center, Las Vegas, Nevada ngày 09/01/2010